# Tymawa (Grunwald)
Tymawa (deutsch Thymau) ist ein kleines Dorf in der polnischen Woiwodschaft Ermland-Masuren. Es gehört zur Gmina Grunwald (Landgemeinde Grünfelde) im Powiat Ostródzki (Kreis Osterode in Ostpreußen).

## Geographische Lage
Tymawa liegt am Westufer des Thymauer Sees (polnisch Jezioro Tymawskie) im südlichen Westen der Woiwodschaft Ermland-Masuren, 30 Kilometer südöstlich der Kreisstadt Ostróda (deutsch Osterode in Ostpreußen).

## Geschichte

### Ortsgeschichte
Das große Gut Tymaw – nach 1410 Tymenn und nach 1579 Thymau genannt – wurde auf dem Land gegründet, das Nicolaus von Cobelau 1328 (oder 331) vom Komtur Luther von Braunschweig zur Kolonisierung erhielt und auf dem auch Ganshorn (polnisch Gąsiorowo) und Mühlen (polnisch Mielno) entstanden. Der spätere Besitzer Nikolaus von Ganshorn kam ursprünglich aus (Groß) Thiemau (polnisch Wielka Tymawa) bei Graudenz (polnisch Grudziądz), was dem Ort wohl zu seinem Namen verhalf.
Im Jahre 1874 wurden die Landgemeinde Thymau und auch der Gutsbezirk Thymau in den neu errichteten Amtsbezirk Seewalde (polnisch Zybułtowo) im Kreis Osterode in Ostpreußen eingegliedert. Am 15. August 1908 fand die Umgliederung beider Ortseinheiten in den Amtsbezirk Seythen (polnisch Sitno) statt. statt.
Im Jahre 1910 wurde der Nachbargutsbezirk Groß Lauben (polnisch Lubian) in die Landgemeinde Thymau eingegliedert. Im gleichen Jahr zählte die Landgemeinde Thymau 86 und der Gutsbezirk Thymau 187 Einwohner. Am 30. September 1928 schließlich wurde der Gutsbezirk Thymau in die Landgemeinde Thymau eingegliedert. Die Zahl der Einwohner der so veränderten Landgemeinde Thymau belief sich 1933 auf 214 und 1939 auf 188.
Mit dem gesamten südlichen Ostpreußen kam Thymau 1945 in Kriegsfolge zu Polen und erhielt die polnische Namensform „Tymawa“. Heute ist das Dorf eine Ortschaft innerhalb der Gmina Grunwald (Landgemeinde Grünfelde) – mit Sitz in Gierzwałd (Geierswalde) – im Powiat Ostródzki (Kreis Osterode in Ostpreußen), bis 1998 der Woiwodschaft Olsztyn, seither der Woiwodschaft Ermland-Masuren – mit Sitz in Olsztyn (Allenstein) – zugehörig.

### Gut Thymau
Langjährige Eigentümer des Guts Thymau waren die Grafen Finck von Finckenstein in Gilgenburg (polnisch Dąbrówno), im 18. und 19. Jahrhundert waren es Mitglieder der Familie von Brandt. Letzte Besitzer war die briefadelige Familie von Wernitz, zunächst vertreten vor Ort seit 1866 durch den bürgerlichen Vorfahren Theodor Wernitz (1818–1883) und seiner adeligen Ehefrau Ernstine von Ziegler und Klipphausen. Ihnen folgte der zu Königsberg i. Pr. 1913 geadelte spätere kgl. preuß. Generalleutnant Theodor von Wernitz (1848–1922), verheiratet mit der Offizierstochter Ida Schütte (1854–1943). Im Erbe auf Gut Seythen, 730 ha, folgte ihm sein Sohn Alexander von Wernitz (1874–1938). Gut Thymau mit 1195 ha erbte die Tochter Martha von Wernitz, verheiratet mit dem späteren Oberstleutnant Julius Walzer.
Das Herrenhaus entstand 1891 und ist gut erhalten. Neben dem Gutshaus wurde in den 1930er Jahren eine Reithalle errichtet. Die Brennerei fiel dem Krieg zum Opfer. Nach 1945 erhielt das Gutsgebäude an der Parkseite einen Speiseraum. Das gesamte Anwesen befindet sich heute in Privatbesitz.
Den Gutspark am Seeufer legte Johann Larass in der zweiten Hälfte des 19. Jahrhunderts an. Lediglich ein Streifen am Ufer wurde nach 1945 abgeholzt.
Auf einer Anhöhe im Park befindet sich der einstige Gutsfriedhof.

## Kirche
Gut und Dorf Thymau waren bis 1945 in die evangelische Kirche Mühlen (Ostpreußen) in der Kirchenprovinz Ostpreußen der Kirche der Altpreußischen Union sowie in die römisch-katholische Kirche Thurau (polnisch Turowo) im Bistum Ermland eingepfarrt.
Heute gehört Tymawa evangelischerseits zur Kirche Olsztynek (Hohenstein), einer Filialkirche der Pfarrei Olsztyn (Allenstein) in der Diözese Masuren der Evangelisch-Augsburgischen Kirche in Polen, katholischerseits in die St.-Johannes-der-Täufer-Kirche Mielno (Mühlen) im jetzigen Erzbistum Ermland.

## Verkehr
Tymawa liegt an einer Nebenstraße, die von der Woiwodschaftsstraße 537 bei Mielno (Mühlen) abzweigt und über Sitno (Seythen) und Januszkowo (Januschau, 1938 bis 1945 Osterschau) nach Rączki (Rontzken, 1938 bis 1945 Hornheim) an der Schnellstraße 7 (Danzig–Warschau) führt. Eine Anbindung an den Bahnverkehr besteht nicht.